# ノルトホルツ航空基地
ノルトホルツ航空基地（ドイツ語：Fliegerhorst Nordholz）は、ドイツ連邦共和国ニーダーザクセン州クックスハーフェンのノルトホルツに所在するドイツ連邦海軍の軍民共用飛行場。連邦海軍航空隊の第3海軍航空団「グラーフ・ツェッペリン」が使用している。基地の側には海軍公式の博物館であるアエロナオティクム（航海航空博物館）（de:AERONAUTICUM）が設けられている。
自動車交通ではブレーメン～クックスハーフェン間を結ぶアウトバーン27号線のノルドホルツ出口が近い。